# Kim Jae-Hoon
Kim Jae-Hoon (1 de marzo de 1980) es un deportista surcoreano que compitió en judo. Ganó dos medallas en el Campeonato Asiático de Judo, plata en 2001 y oro en 2004.

## Palmarés internacional
| Campeonato Asiático | Campeonato Asiático   | Campeonato Asiático | Campeonato Asiático |
| Año                 | Lugar                 | Medalla             | Categoría           |
| ------------------- | --------------------- | ------------------- | ------------------- |
| 2001                | Ulán Bator (Mongolia) | Medalla de plata    | –73 kg              |
| 2004                | Almatý (Kazajistán)   | Medalla de oro      | –73 kg              |